# Бартува
Ба́ртува или Ба́рта (лит. Bartuva, латыш. Bārta) — река в Литве и Латвии.
Длина — 103 км (56 км в Литве, 47 км в Латвии), площадь бассейна — 2016 км² (980 км² и 1036 км² в Литве и Латвии соответственно). Истоки реки расположены в Плунгеском районе Литвы в 3 км к северу от озера Плателяй, далее протекает преимущественно в северо-западном направлении, пересекает границу с Латвией, где впадает в озеро Лиепаяс.
Притоки: Вартая, Луоба, Апше и др.